# Programa en espiral (maxisingle)
Programa en espiral es un maxisencillo del grupo musical Aviador Dro editado en el año 1982 por el sello "DRO" bajo la referencia DRO-007.

Fue grabado en el año 1981 en los estudios Doublewtronics de Madrid y producido por Jesús Gómez.

## Lista de canciones
| Título                         | Autor              | Duración |
| ------------------------------ | ------------------ | -------- |
| Programa en espiral            | Servando Carballar | 3:41     |
| La persecución                 | Servando Carballar | 4:35     |
| Telepatía                      | Servando Carballar | 3:48     |
| El último asalto a la Bastilla | Servando Carballar | 4:35     |